# Fagraea acuminatissima
Fagraea acuminatissima är en gentianaväxtart som beskrevs av Elmer Drew Merrill. Fagraea acuminatissima ingår i släktet Fagraea och familjen gentianaväxter. Inga underarter finns listade i Catalogue of Life.